# سیارک ۶۲۰۵
سیارک ۶۲۰۵ (به انگلیسی: 6205 Menottigalli، نامگذاری:1983OD) شش هزار و دویست و پنجمین سیارک کشف شده‌است که در ۱۷ ژوئیه ۱۹۸۳ کشف شد.
قدر مطلق سیارک برابر ۱۳٫۷۰ است.